# Thomas Malory
Sir Thomas Malory (asi 1405 – 14. března 1471) byl anglický rytíř, autor rytířského románu Artušova smrt. Ve středověku panovaly dohady, že šlo o Velšana, avšak moderní výzkumy naznačují, že pocházel z Newbold Revel ve Warwickshire.
Příjmení má několik pravopisných variant, mimo jiné Maillorie, Mallory, Mallery či Maleore. Jméno pochází ze starofrancouzského přídavného jména maleüré, s významem „nešťastný“.
O Maloryho životě je známo jen velmi málo informací. Pravděpodobně se narodil kolem roku 1405 (někteří vědci uvádějí dřívější datum),[zdroj?] zemřel v březnu 1471, necelé dva roky po dokončení svého díla.
Dvakrát byl zvolen do Parlamentu, v padesátých letech 15. století se dopustil velkého množství trestných činů včetně vloupání, znásilnění, krádeže ovcí a pokusu o zákeřnou vraždu vévody z Buckinghamu.
Dvakrát utekl z vězení, jednou si probojoval cestu ven množstvím různých zbraní a přeplaval hradní příkop. Malory byl uvězněn na různých místech v Londýně, občas byl propuštěn na kauci. Nikdy nebyl předveden před soud.
V šedesátých letech 15. století byl alespoň jednou omilostněn králem Jindřichem VI., častěji byl ale výslovně vyňat z amnestie, a to jak Jindřichem VI., tak jeho nástupcem Edwardem IV.
Jeho dílo obsahuje občasné narážky na vlastní životní situaci (převážně v epilozích k jednotlivým částem), z nichž vyplývá, že alespoň část díla byla psána ve vězení. Bibliograf William Oldys na základě zavírky k celé knize spekuloval, že autor mohl být kněz, protože se označil za "the servant of Jesu both day and night" ("služebník Ježíšův jak ve dne, tak i v noci").